# Susquehanna Trails
 (août 2025).
Susquehanna Trails est une census-designated place située dans le comté de York, dans l’État de Pennsylvanie, aux États-Unis. Lors du recensement de 2020, elle compte 2 179 habitants.